# Брусівська сільська рада (Біловодський район)
| Брусівська сільська рада — колишній орган місцевого самоврядування у Біловодському районі Луганської області з адміністративним центром у с. Брусівка. 05.02.1965 Указом Президії Верховної Ради Української РСР передано Брусівську сільраду Старобільського району до складу Біловодського району. Історична дата утворення: в 1918 році. Водоймища на території, підпорядкованій даній раді: річка Сухий Обитік. Сільській раді були підпорядковані населені пункти: - с. Брусівка |

## Склад ради
Рада складалася з 12 депутатів та голови.

### Керівний склад ради
| ПІБ                      | Основні відомості                                                         | Дата обрання | Дата звільнення |
| ------------------------ | ------------------------------------------------------------------------- | ------------ | --------------- |
| Дяченко Сергій Данилович | Сільський голова, 1968 року народження, освіта, член народної партії      | 26.03.2006   | 31.10.2010      |
| Дяченко Сергій Данилович | Сільський голова, 1968 року народження, освіта вища, член Партії регіонів | 31.10.2010   |                 |

Примітка: таблиця складена за даними джерела